# 佐藤八郎右衛門
佐藤 八郎右衛門（さとう はちろうえもん、1846年4月2日（弘化3年3月7日）- 1909年（明治42年）5月23日）は、明治期の日本の政治家、蚕種業者。衆議院議員、初代長野市長。幼名は勝彦。号は柏堂、忠恕。

## 来歴
信濃国小県郡上塩尻村（長野県小県郡塩尻村を経て現上田市）で生まれた。和漢学を修めた。家業の蚕種業に従事し、1872年（明治5年）には上塩尻村の戸長となる。1875年（明治8年）蚕種製造業上田組を設立して頭取に就任し、東京蚕種会事務局議員兼幹事、東京蚕種取締所委員として蚕種の改良と輸出振興に尽力した。1886年（明治19年）には東京蚕種組合中央部長野県総代から長野県蚕糸業組合取締所副頭取となり、1896年（明治29年）信濃蚕種業組合長に就任するなど、一貫して蚕種業の発展に尽力した。
政界にも進出し、1878年（明治11年）長野県会議員に選出され1981年（明治24年）まで連続して再選され、1886年（明治19年）には同議長を務めた。1892年（明治25年）第2回衆議院議員総選挙で初当選し、第3回総選挙でも再選され、衆議院議員に連続2期在任した。1897年（明治30年）4月1日、初代長野市長に就任し、1899年（明治32年）1月13日まで在任した。
1902年（明治35年）隠居して長子・忠敬に家督を譲り、詩文、囲碁を楽しみ余生を過ごした。

## 国政選挙歴
- 第1回衆議院議員総選挙（長野県第3区、1890年7月、自由党）次点落選[5]
- 第2回衆議院議員総選挙（長野県第3区、1892年2月、弥生倶楽部）当選[5]
- 第3回衆議院議員総選挙（長野県第3区、1894年3月、自由党）当選[5]